# Anomalon excisum
Anomalon excisum là một loài tò vò trong họ Ichneumonidae.